# Åmål
Åmål je město ležící ve švédském kraji Västra Götaland na západním pobřeží jezera Vänern. Má přes devět tisíc obyvatel a je správním sídlem stejnojmenné obce (kommun, založená roku 1971) a farnosti s rozlohou 895 km² a 9491 obyvateli. Je jediným městem historické provincie Dalsland. V blízkosti města se nachází souostroví Tösse Skärgård, které je chráněnou přírodní památkou.
Město bylo založeno roku 1643 v blízkosti hranice s Norskem a v prvních desetiletích jeho existence se o ně často bojovalo. V roce 1901 byl Åmål postižen katastrofálním požárem, poté bylo centrum města obnoveno v duchu secesní architektury. Obyvatelé se živili převážně rybolovem a těžbou dřeva, od třicátých letech 20. století zde sídlí strojírenská firma Åmål Components AB. Městem prochází Evropská silnice E45 i železniční trať Norge/Vänerbanan.
Město má gymnázium, tři muzea a informační centrum. Koná se zde každoročně v červenci největší švédský bluesový festival. V mezinárodní soutěži Livcom Awards se Åmål umístil v roce 2005 jako druhé nejlepší místo pro život.
Režisér Lukas Moodysson sem zasadil děj svého filmu Láska je láska (originální název Fucking Åmål), který se však natáčel v nedalekém Trollhättanu.

## Partnerská města
- De Pere (USA)
- Drøbak (Norsko)
- Gadebusch (Německo)
- Grenaa (Dánsko)
- Kubrat (Bulharsko)
- Loimaa (Finsko)
- Türi (Estonsko)